# Кубилюс, Витаутас
Ви́таутас Куби́люс (лит. Vytautas Kubilius, 23 ноября 1928, Аукштадварис Рокишкского района — 17 февраля 2004, Вильнюс) — литовский литературный критик, литературовед; отец Андрюса Кубилюса.

## Биография
В 1952 году закончил Вильнюсский университет по специальности «литовский язык и литература». Работал в Институте литовской литературы и фольклора (до 2002 года). Член Союза писателей Литвы с 1956 года. Профессор, хабилитированный доктор гуманитарных наук. Отец политика, члена Сейма Литовской Республики, председателя партии Союз Отечества (Консерваторы Литвы) (лит. Tėvynės sąjunga (Lietuvos konservatoriai)) Андрюса Кубилюса.
Принимал участие в Саюдисе. В 1991 году стал одним из учредителей движения Хартия граждан; был избран председателем Совета Хартии граждан. Преподавал в Вильнюсском университете и Университете Витовта Великого. Награждён офицерским крестом ордена Великого князя литовского Гядиминаса (1998).
Скончался в результате травм, полученных после того, как был сбит автомобилем на пешеходном переходе.

## Научная деятельность
В сферу интересов входила литовская литература, явления которой, впрочем, рассматривались в контексте всемирной литературы. В области литературной критике придерживался, как правило, психологической интерпретации, что позволяло сводить к минимуму использование шаблонов советской вульгарно-социологической литературоведческой доктрины. Автор множества статей и монографий о творчестве Юлюса Янониса (1962), Саломеи Нерис (1968), Казиса Боруты, Евы Симонайтите и других литовских писателей, главным образом поэтов, а также книги литературных портретов «Литовские поэты XX века» (1980), «Литовская литература и всемирный литературный процесс» (1983), «Традиция романтизма в литовской литературе» (1993) и другие.
Выпустил сборники своих статей «В поисках новых путей» (1964), «Литература на переломе истории» (1997) и другие. Составитель сборников избранных сочинений Витаутаса Мачерниса, Юргиса Балтрушайтиса, Фаустаса Кирши, Йонаса Айстиса и антологий «Litauische Poesie aus zwei Jahrhunderten» (Берлин, 1983), «Lietuvių epigrama ir parodija» (1983), «Dvidešimto amžiaus lietuvių poezija» (т. 1—2, 1991, 1995). Статьи и книги печатались также на русском языке.

## Сочинения
- Julius Janonis. 1962.
- Naujų kelių ieškant. 1964.
- Salomėjos Nėries lyrika. 1968.
- Kazio Borutos kūryba. 1980.
- Ievos Simonaitytės kūryba. 1987.
- Antanas Vaičiulaitis. 1993.
- Jonas Aistis. 1999.
- Dviese literatūros sūpuoklėse: Kazys Puida ir Vaidilutė. 2003.
- XX amžiaus lietuvių poetai. 1980.
- XX amžiaus lietuvių lyrika. Vilnius: Vaga, 1982. 397 p.
- Lietuvių literatūra ir pasaulinės literatūros procesas. Vilnius: Vaga, 1983. 470 p.
- Žanrų kaita ir sintezė. 1986.
- Problemos ir situacijos. 1990.
- Romantizmo tradicija lietuvių literatūroje. Vilnius: Amžius, 1993. 206 p.
- XX amžiaus literatūra: Lietuvių literatūros istorija. Vilnius: Alma littera, Lietuvių literatūros ir tautosakos institutas, 1995. 719 p. ISBN 9986-02-124-3.
- XX amžiaus lietuvių literatūra: Lietuvių literatūros istorija. 2-asis patais. leid. Vilnius: Alma littera, Lietuvių literatūros ir tautosakos institutas, 1996.
- Literatūra istorijos lūžyje. 1997.
- Теофилис Тильвитис. Москва, 1958.
- Современная литовская поэзия. Москва, 1969.
- Literatur in Freiheit und Unfreiheit. Die Geschichte der litauischen Literatur von der Staatsgrϋndung bis zur Gegenwart. Aus dem Litauschen von Cornelius Hell und Lina Pestal. Oberhausen — Vilnius: Athena-Verkag, Alma littera, 2002. 286 S. ISBN 3-89896-134-6, ISBN 9955-08-178-3.